# 둘리 대 대한항공 사건
둘리 대 대한항공 사건(Dooley v. Korean Airlines), 524 U.S. 116 (1998)

## 주요내용
1983년 9월 KAL기가 소련에서 격추된 사건으로 인해 대한항공은 미국에서 유족들로부터 소송을 당하게 된다. 지방법원에서의 판결에 따르면 대한항공은 바르샤바 국제협약이 제한하는 7만 5천 달러를 배상하는 것이 아니고 50만 달러의 징벌적 배상을 하도록 결정되었다. 대한항공은 상소하게 되고 미국 연방 대법원이 최종 판결을 내린다. 연방 대법원에 따르면 격추가 공해상에서 발생하였으므로 의회가 정한 DOHSA(Death on the High Seas Act) 법률에 따라 7만 5천 달러만 배상하면 되는 것으로 결정되었다.

## 참고 문헌
- 이동욱《미국법정에 선 한국기업들》세창출판사, 2005.